# 人類 (遊戲)
《人類》是由Amplitude Studios開發並由世嘉發行在Microsoft Windows和Stadia平台上的4X回合制战略游戏，於2021年8月17日公開發售，macOS版於2021年11月3日發行。

## 遊戲玩法
《人類》是一款類似文明系列的4X遊戲，玩家需從遊牧年代開始，帶領其文明跨越六大人類文明時代，幫助他們發展城市、掌控軍隊和其他類型的單位，以與在新遊戲開始時隨機生成的虛擬星球上的其他文明互動。《人類》的一個顯著特點是在每個時代，玩家要根據其歷史國家，從十種文明類型中作選擇，而這選擇會影響他/她之後獲得的獎勵或懲罰。由於玩家可以選擇不同的文明進行構建，所以玩家最終可以發展出一百萬種不同的潛在文明模式。
《人類》建造城市的系統遵循Amplitude相同類型的作品《無盡帝國》，前者的一個大陸有多個領土，而玩家則只能在該領土上建造一個城市。隨著時間推移，玩家可以擴建城市，增設農場或邊遠資源，以及令靠近市中心的密集城區日益延展。在某些特定狀況下，玩家要與敵軍交戰，此時便需要利用地形和其單位的特殊能力，遊戲亦會以戰略角色扮演的方式解構這些戰鬥。小型戰鬥在《人類》返回遊戲地圖前只會維持三個回合，但持久戰卻可以在遊戲地圖範圍內發生多年。
與《無盡帝國》相似，在遊戲過程中，玩家要為自己的文明爭取資源，例如食品、工業、黃金、科學和影響力，每一種都可以用作加速生產、推進科技或作為與其他文明的貿易商品。《人類》內建一個名叫「聲望」（Fame）的系統，玩家可以通過建造世界奇觀或早於其他文明發現某些技術或其他事件來獲得。聲望是衡量玩家的文明與其他文明相比是否較為成功的恆久指標，還會影響後續遊戲給出的決策。與有多個勝利條件的文明系列不同的是，《人類》的勝利僅建基於在一定回合數後或觸發其他遊戲完結事件時的聲望得分。另外，遊戲會根據玩家與歷史事件的互動給出相應的人物或情景。

## 開發
Amplitude Studios曾開發過多款以上古民族「無盡」（Endless）為科幻基礎的4X遊戲，包括《萬艦穿星》和《無盡帝國》等，因此該法國工作室相比起之前的作品，更視屏棄過往設定的《人類》為其力作。在被世嘉收購後，這部他們從一開始便想製作的東西也得以成真。《人類》在2019年初首次經由世嘉之手公開預告片，並在2019年8月的Gamescom上正式宣布。遊戲在2020年10月21日開始進行為期7天的Stadia預示。
Amplitude在2020年末和2021年初為《人類》進行Beta版公測，並將其稱為「OpenDev」階段，讓玩家有機會提供反饋以改進遊戲。雖然《人類》原計劃於2021年4月發行，但Amplitude隨後為了在最後關頭完善作品而宣佈將推遲至2021年8月。在此期間，Amplitude表示根據OpenDev階段收集的數據發現聯想數位版權管理軟件對《人類》的性能產生負面影響，將不會在遊戲內加入該軟件，儘管他們希望藉此來幫助保護他們的數位版權。

## 反應
《人類》在發行後收獲大致良好的評價，在Metacritic上，PC版的遊戲根據51條評論獲得78/100分，屬「大致正面評價」級別。
IGN的莉安娜·哈弗（Leana Hafer）給予《人類》7/10分，形容該作是一款有趣且相當穩重的歷史類4X，但總是不能發揮其潛力，特別是後期的劇情與關閉遊戲再重開時發生的錯誤令她非常惱火。GameSpot的大衛·懷爾德古斯（David Wildgoose）為《人類》給出6/10分，稱該作是復興類文明系列4X 策略遊戲的一次有缺陷但引人入勝的嘗試，能讓玩家如走馬燈般了解不斷變化的歷史人物與事件，早期遊戲也充滿值得深思的戰略決策，但也存在著很多瑕疵，例如各個文化給人過於相似且相互融合的感覺、會拖慢遊戲節奏的戰鬥，以及累贅的系統使許多諸如宗教等元素未開發完全。而美國版PC Gamer的弗雷澤·布朗（Fraser Brown）則為《人類》評出71/100分，表示該作是一部可以加入更多個性的具質素4X作品，給了其最好的4X開場體驗，但應該在發布時修復完畢的已知問題令他覺得這款精緻之作Amplitude的非凡創造力不完全匹配。

### 銷售
《人類》是2021年8月美國第四暢銷的電子遊戲。

## 外部連結
- 官方网站